# William Bourchier (3e comte de Bath)
William Bourchier, 3e comte de Bath (29 septembre 1557 - 12 juillet 1623) est Lord-lieutenant du Devon. Son siège est à Tawstock Court, à cinq kilomètres au sud de Barnstaple dans le nord du Devon, qu'il reconstruit dans le style élisabéthain en 1574, la date étant sculptée sur la guérite survivante.

## Origines

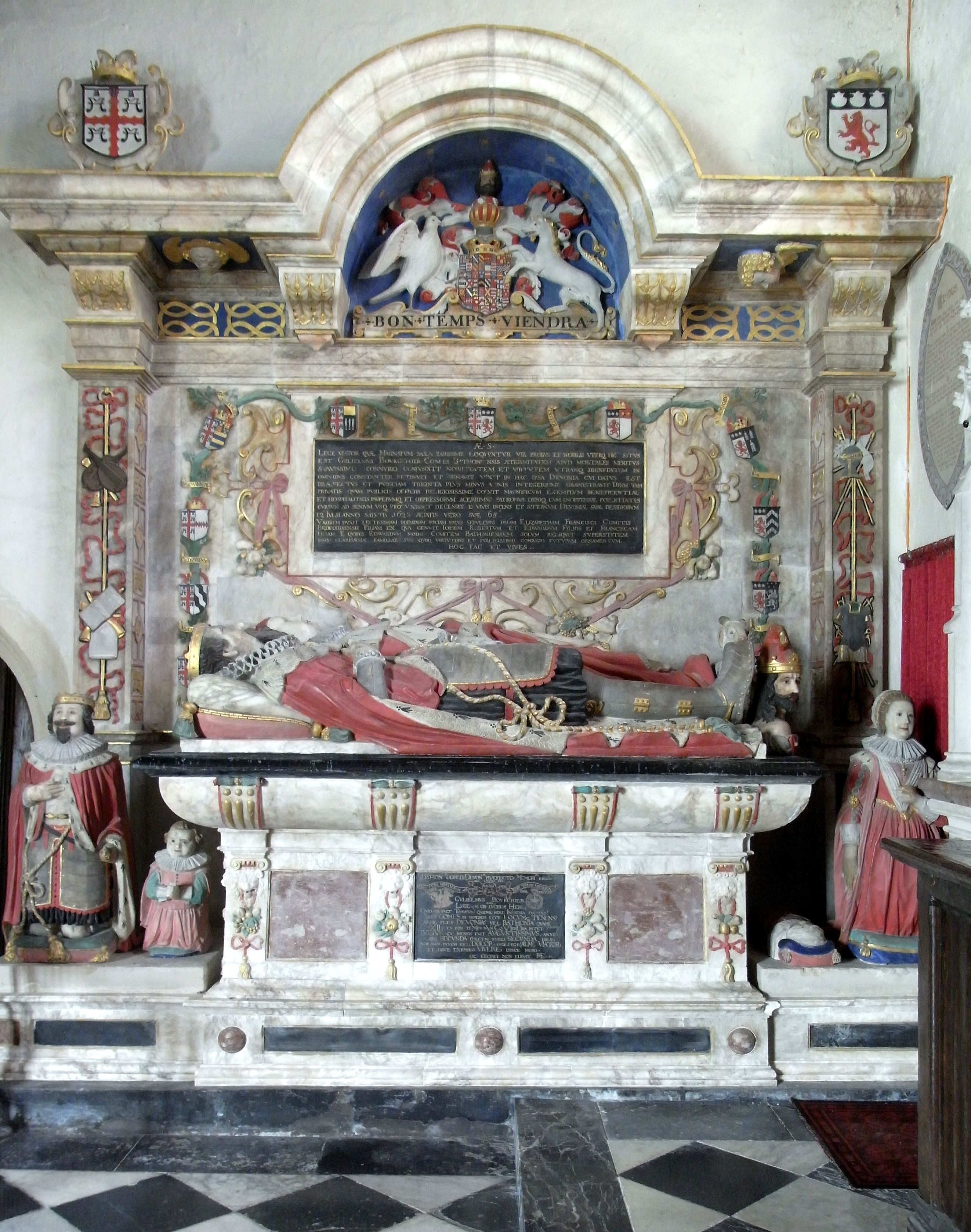
Monument de William Bourchier, 3e comte de Bath et son épouse Elizabeth Russell, l'église St Peter, Tawstock, Devon, mur nord du chœur

Il est né le 29 septembre 1557 à Devon, le fils aîné de John Bourchier, Lord FitzWarin (décédé en 1557) (décédé peu de temps après sa naissance, mort avant son propre père John Bourchier (2e comte de Bath) (décédé en 1561) et de sa femme Frances Kitson (décédée en 1586), une fille de Sir Thomas Kitson  (décédée en 1540) de Hengrave Hall, Suffolk et Margaret Donnington, comtesse de Bath. Son monument élaboré avec effigie existe toujours dans l'église de Tawstock. William accède au comté à la mort de son grand-père, John Bourchier, 2e comte de Bath en 1561.

## Mariages et enfants
Il se marie deux fois :

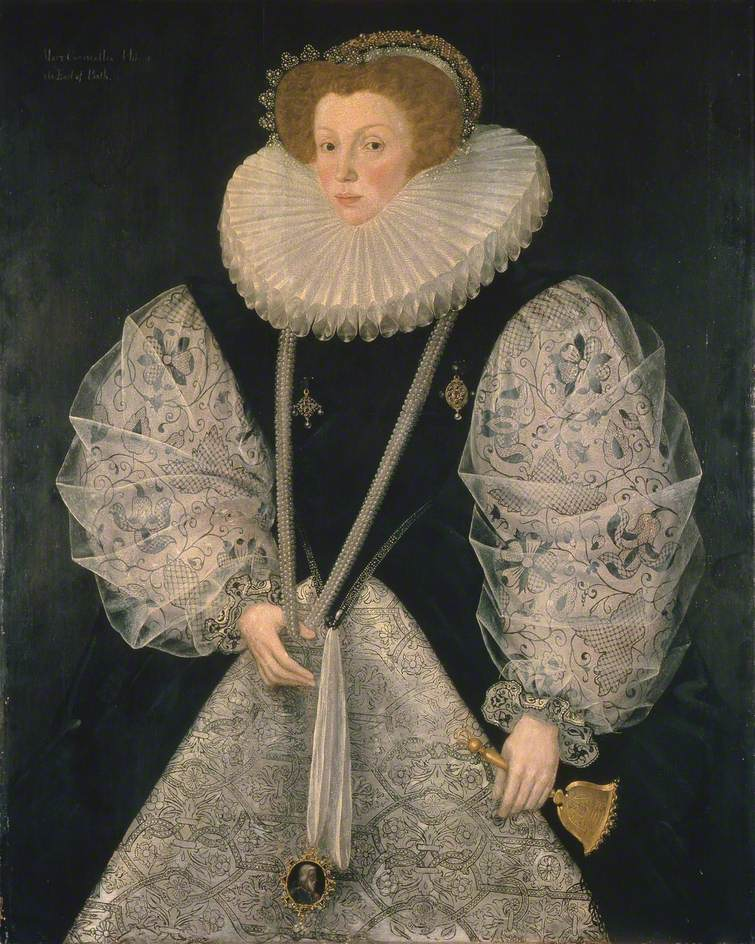
Mary Cornwallis (décédée en 1627), première épouse, portrait de George Gower, Manchester City Art Gallery

- En secret le 15 décembre 1578, à Mary Cornwallis, une fille de Sir Thomas Cornwallis (1518-1604), de Brome Hall, Eye, Suffolk. Le mariage est en grande partie arrangé par Sir Thomas Kytson, l'oncle du jeune comte et le beau-frère de Mary. Le mariage est ensuite annulé, selon certaines sources parce que la mère du comte, Frances Kytson, alors remariée à William Barnaby, n'aurait pas consenti au mariage. Un procès est intenté en mai 1580 et le mariage est annulé par un juge le 28 avril 1581 [3].
- En 1583, à Lady Elizabeth Russell, fille de Francis Russell (2e comte de Bedford), Lord-lieutenant du Devon, l'homme le plus riche et le plus puissant du Devon. L'un de ses nombreux manoirs est Bishop's Tawton, dont l'église du village et de la paroisse est située directement de l'autre côté de la rivière Taw et est bien visible depuis Tawstock Court. Ils ont quatre enfants, comme le montrent les effigies du monument de Tawstock, dont[2] :
  - Richard Bourchier, Lord FitzWarin, fils aîné et héritier présomptif, est décédé sans descendance, apparemment du vivant de son père [4].
  - Edward Bourchier (4e comte de Bath) (1590–1636), fils aîné et héritier survivant.
  - Lady Frances Bourchier (1587–1612), décédée célibataire à l'âge de 25 ans. En 1603, elle rejoint la maison de la princesse Elizabeth [5]. Son monument est dans la chapelle de Bedford, Chenies, Buckinghamshire.

Lui et sa femme, Elizabeth, sont enterrés dans le chœur de l'église Saint-Pierre, Tawstock, Devon, où l'on peut voir leur monument.